# Мироненко Віктор Миколайович
Ві́ктор Микола́йович Миро́ненко (22 вересня 1989 — 17 лютого 2015) — солдат Збройних сил України, учасник російсько-української війни.

## Життєвий шлях
2005 року закінчив 9 класів вишнівської ЗОШ, згодом — Ерастівський коледж ім. Е. К. Бродського. Пройшов строкову військову службу в 17-й окремій танковій бригаді. Після демобілізації працював у місцевому кар'єроуправлінні.
У часі війни мобілізований, навідник танка Т-64 танкового батальйону, 17-та окрема танкова бригада.
Під час боїв за Дебальцеве Віктор Мироненко підбив 2 танки та 1 БМП терористів.
Загинув 17 лютого 2015-го під час відходу з Дебальцевого. Його танк терористи підбили прямим влученням снаряда, вибухом відірвало танкову башту. Віктор згорів заживо у палаючому танку.
Похований 19 червня 2015 року у Вишневому.
Без Віктора лишилися мама та молодша сестра.

## Нагороди та вшанування
- Указом Президента України № 103/2016 від 21 березня 2016 року — орденом «За мужність» III ступеня (посмертно)[1]
- нагороджений відзнакою «Народний Герой України» (посмертно)
- 4 вересня 2015-го на будівлі вишнівської ЗОШ відкрито меморіальну дошку Віктору Мироненку.